# Kemondo
Kemondo è una circoscrizione mista (mixed ward) della Tanzania situata nel distretto rurale di Bukoba, regione del Kagera. Conta una popolazione di 15 900 abitanti (censimento 2012).